# Colonia del Cuije
Colonia del Cuije är en ort i Mexiko.   Den ligger i kommunen Tecamachalco och delstaten Puebla, i den sydöstra delen av landet, 160 km öster om huvudstaden Mexico City. Colonia del Cuije ligger 1 996 meter över havet och antalet invånare är 162.
Terrängen runt Colonia del Cuije är platt åt sydväst, men åt nordost är den kuperad. Runt Colonia del Cuije är det ganska tätbefolkat, med 239 invånare per kvadratkilometer. Närmaste större samhälle är Tecamachalco, 3,7 km nordost om Colonia del Cuije. Trakten runt Colonia del Cuije består till största delen av jordbruksmark.